# ایهار باسنسکی
ایهار باسنسکی (انگلیسی: Ihar Basinski؛ زادهٔ april ۱۱, ۱۹۶۳ (۶۱ سال)) ورزشکار ورزش تیراندازی اهل بلاروس است.
وی در مسابقات کشوری و بین‌المللی در مجموع برندهٔ ۲ مدال نقره، ۲ مدال برنز شده‌است.